# El Calafate
El Calafate ist Hauptstadt des Departamento Lago Argentino und Zentrum des Tourismus für den Nationalpark Los Glaciares mit dem bekannten Gletscher Perito Moreno am Fuß der Anden. Es ist eine rasch wachsende Kleinstadt im Südwesten Argentiniens in der Provinz Santa Cruz am Ufer des Lago Argentino auf etwa 200 Metern Höhe.

## Etymologie
Der Name kommt von einem in der patagonischen Region häufig anzutreffenden Strauchgewächs, den Calafate-Sträuchern, der Buchsblättrigen Berberitze mit gelben Blüten und dunkelblauen Beeren. Aus dieser Strauchfrucht Calafate wird Marmelade oder Likör hergestellt.

## Geschichte
In den ersten Jahrzehnten des 20. Jahrhunderts wurde am Standort des heutigen Calafate ein Versorgungspunkt für die Wolltransporte von den umliegenden Estancias aus eingerichtet. 1927 wurde der Ort offiziell von der argentinischen Regierung gegründet, um die Besiedlung der Region voranzutreiben.
Der Aufstieg von Calafate begann 1943 mit der Einrichtung der Verwaltung des Nationalparks Los Glaciares (1946 fertiggestellt). Die Parkverwaltung war lange Zeit die wichtigste Institution der zunächst nur etwa 100 Einwohner zählenden Ortschaft, sie kümmerte sich um die Stromversorgung, den Straßenbau sowie die Einrichtung des ersten Hotels im Dorf. In den letzten 30 Jahren des 20. Jahrhunderts entwickelte der Ort dagegen eine Eigendynamik, als der Tourismus auch in von den Hauptballungszentren Argentiniens weiter entfernten Regionen populär wurde, was die Anzahl der Hotels und Gastronomieeinrichtungen sowie die Einwohnerzahl besonders seit den 1980er-Jahren sprunghaft ansteigen ließ. Das Stadtbild hat sich entsprechend gewandelt: Von einem staubigen Ort zu einer hübsch aussehenden Stadt mit abwechslungsreichen Holzhäusern an gepflasterten Straßen. Die Hänge mit Aussicht auf den See werden großflächig bebaut.

## Wirtschaft
El Calafate lebt heute fast ausschließlich von den Touristen aus aller Welt. Hochsaison ist von Oktober bis Mai. Gegründet wurde El Calafate als Versorgungspunkt für die Wolltransporte von den umliegenden Estancias. Heute sind die Schafe aus dem Landschaftsbild fast verschwunden. 
Der 2000 eingeweihte Flughafen Aeropuerto Internacional Comandante Armando Tola (IATA-Code FTE), 21 Kilometer östlich des Ortes, brachte noch einen zusätzlichen Schub, da Calafate damit auch von größeren Flugzeugen angeflogen werden kann, vorher waren nur Flüge in kleinen Propellermaschinen von den benachbarten Orten in Patagonien und von Río Gallegos aus angeboten worden. Der Boom sorgte für einen weiteren Bevölkerungsanstieg: Zur Volkszählung 2010 zählte die Stadt 16.655 Einwohner und damit mehr als das Doppelte als 2001; damit war El Calafate die fünftgrößte Stadt der Provinz Santa Cruz.

## Umgebung

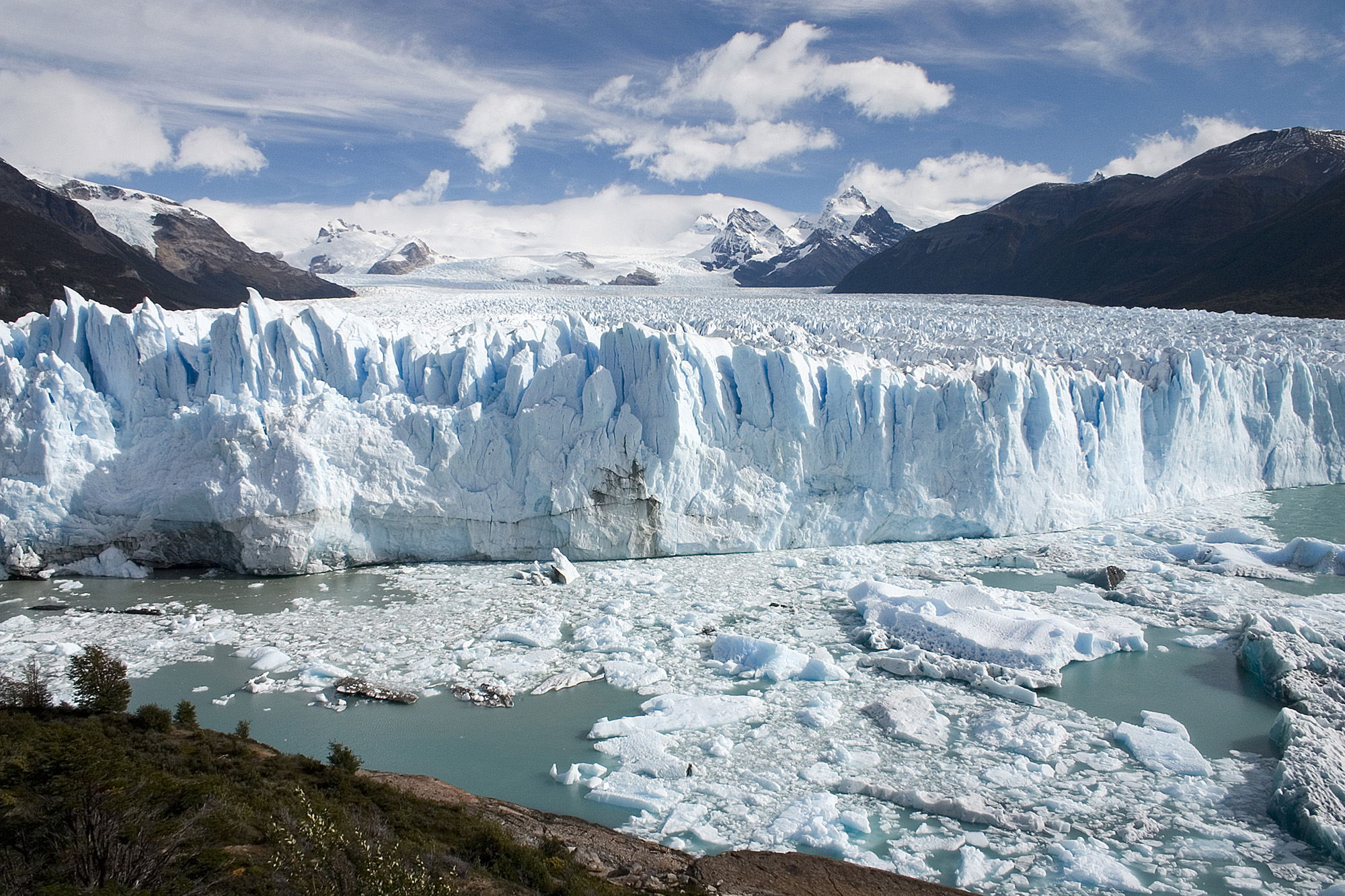
Perito-Moreno-Gletscher

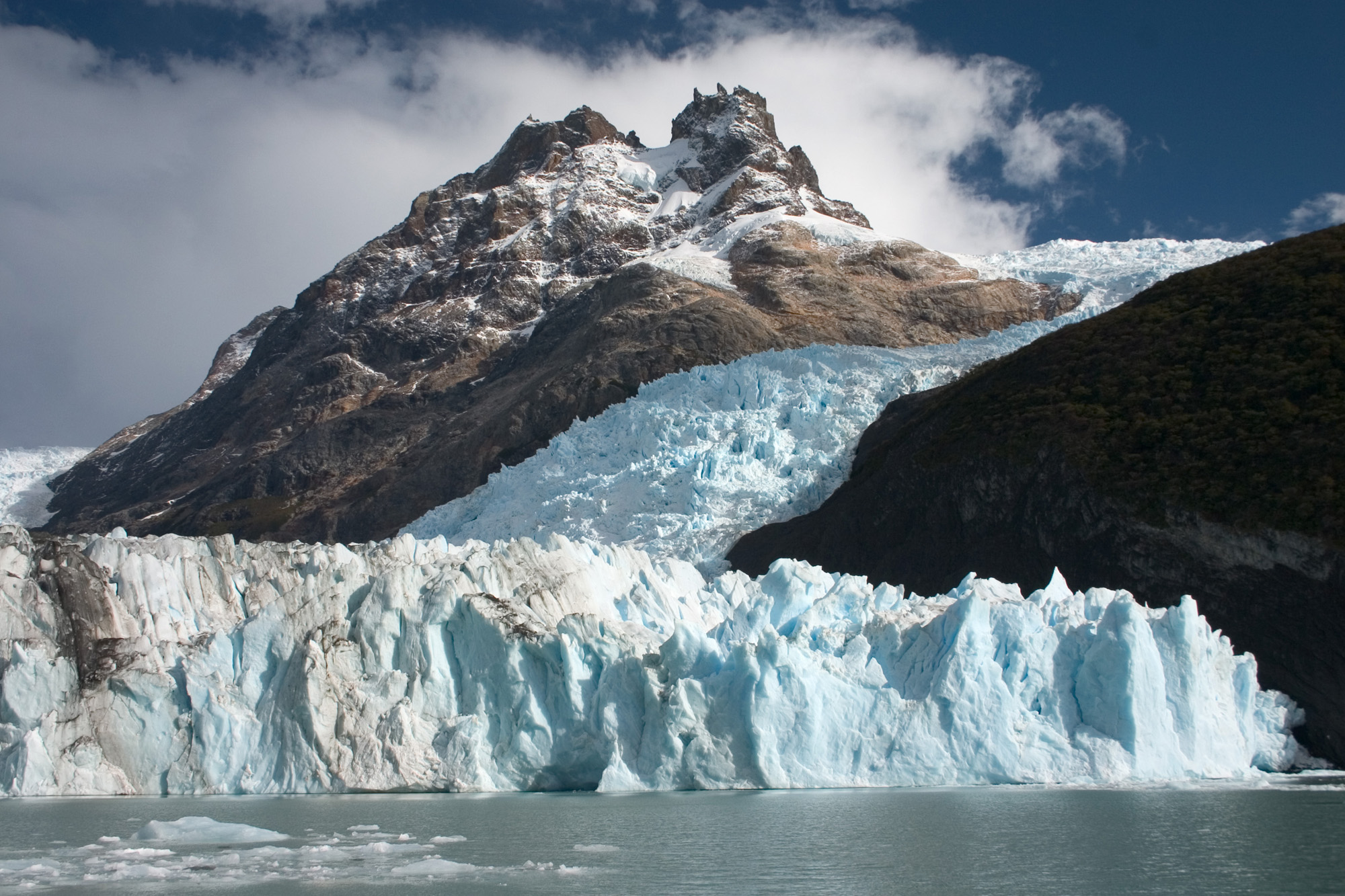
Spegazzini-Gletscher mit dem Cerro Peineta

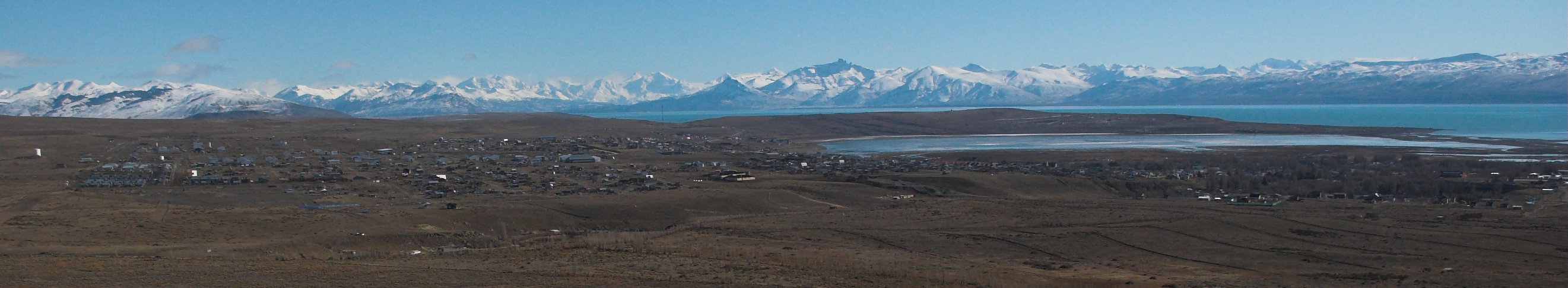
Blick auf El Calafate und den Lago Argentino

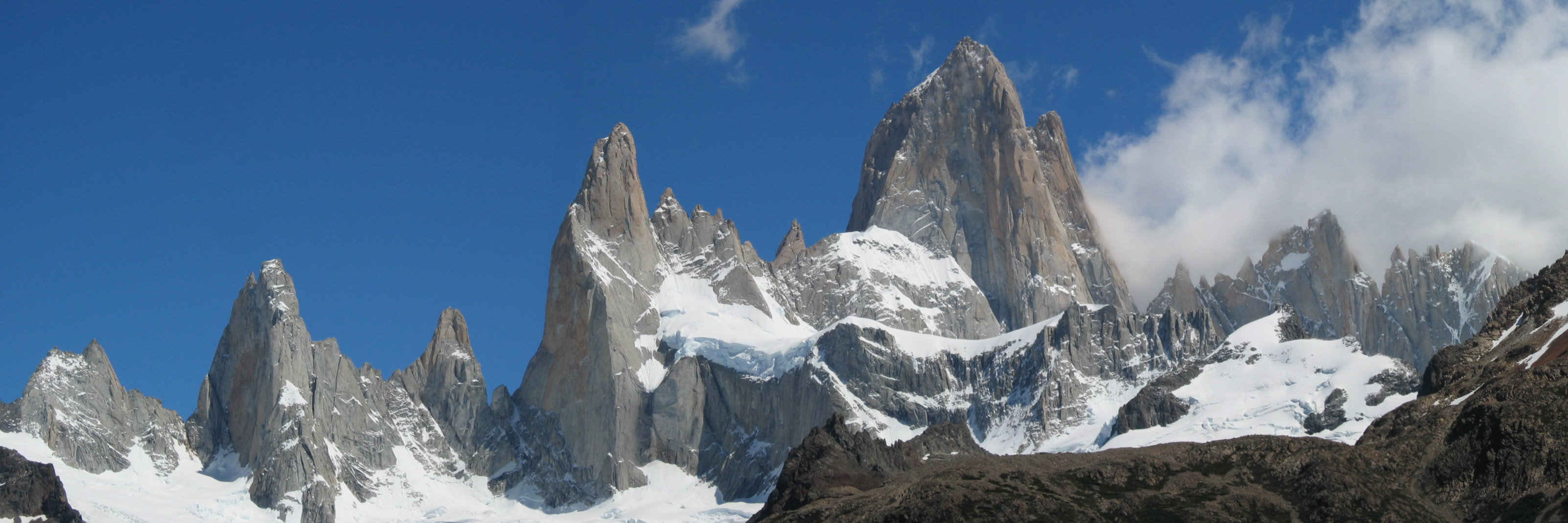
Fitz Roy

Die Stadt ist Ausgangspunkt für den Nationalpark Los Glaciares, insbesondere den Perito-Moreno-Gletscher oder die mit Ausflugsschiffen über den Lago Argentino erreichbaren Gletscher Upsala, Spegazzini und Onelli, und für Touren in die Berge wie zum Fitz Roy.
Die Halbinsel Valdés und Puerto Madryn mit den bekannten Naturparks am Atlantik sind mit dem Bus etwa 24 Stunden entfernt.
Weitere wichtige Verbindungen bestehen zur südlichsten Stadt der Welt Ushuaia auf Feuerland.